# Prueba Villafranca de Ordizia
Die Prueba Villafranca de Ordizia (auch: Clásica de Ordizia) ist ein spanisches Eintagesradrennen, das jährlich im Baskenland rund um die Stadt Ordizia stattfindet. Das Rennen findet seit 1922 statt und seit Einführung der UCI Europe Tour im Jahre 2005 ist es Teil dieser Rennserie und in die Kategorie 1.1 eingestuft.

## Palmarès
| Jahr | Sieger                          | Zweiter                         | Dritter                           |
| ---- | ------------------------------- | ------------------------------- | --------------------------------- |
| 1922 | Francisco Sarasola              |                                 |                                   |
| 1923 | Joaquim Lete                    | Jesús Maiza                     | Ramon Loidi                       |
| 1924 | Cesareo Sarduy                  |                                 |                                   |
| 1925 | Esteban Zubiaurre               | José Gurruchaga                 | Benito Ayastuy                    |
| 1926 | Lucas Jauregui                  | Francisco Cepeda                | Andrés Arriaga                    |
| 1927 | Ricardo Montero                 | Telmo García                    | Enrique Aguirre                   |
| 1928 | Miguel Mucio                    | Manuel López                    | Ricardo Montero                   |
| 1929 | Juan Valderrey                  |                                 |                                   |
| 1930 | Ricardo Montero                 | Juan Valderrey                  | Federico Ezquerra                 |
| 1931 | Ricardo Montero                 | Francisco Cepeda                | Eusebio Bastida                   |
| 1932 | Ricardo Montero                 | Federico Ezquerra               | Jesús Dermit                      |
| 1933 | Salvador Cardona                | Mariano Cañardo                 | Ricardo Montero                   |
| 1934 | Emiliano Álvarez                | Fermín Trueba                   | Vicente Carretero                 |
| 1935 | Ricardo Montero                 | Salvador Molina                 | Antonio Escuriet                  |
| 1938 | Federico Ezquerra               | Jesús Dermit                    | Antonio Ugarteburu                |
| 1939 | José Félix Ezcauriaza           | Federico Ezquerra               | Antonio Ugarteburu                |
| 1940 | Federico Ezquerra               | Antonio Ugarteburu              | José Félix Ezcauriaza             |
| 1941 | Martín Mancisidor Chirapozo     | Enrique Torres                  | Carmelo Elgarresta                |
| 1942 | Félix Vidaurreta                | Ángel Puente                    | Francisco Expósito                |
| 1943 | Martín Mancisidor Chirapozo     | Miguel Lizarazu                 | Cipriano Aguirrezabal Gallastegui |
| 1944 | Ignacio Esnaola                 | Juan José Eizaguirre            | Eloy Lizazu                       |
| 1945 | Ignacio Esnaola                 | Ramón Garmendia                 | Luis Zubizarreta                  |
| 1946 | Juan Cruz Ganzaraín             | Ignacio Esnaola                 | José María Lopategui              |
| 1947 | Juan Cruz Ganzaraín             | Juan José Eizaguirre            | Nicolás Galardi                   |
| 1948 | Francisco Expósito              | Francisco Michelena             | Ignacio Esnaola                   |
| 1949 | Vicente Aramburu                | Antonio Mendiburu               | Bonifacio Arrospide               |
| 1950 | José Orbegozo                   | Luciano Montero Rechou          | Antonio Mendiburu                 |
| 1951 | Antonio Mendiburu               | Joaquín Salaberría              | José María Apalategui             |
| 1952 | Manuel Aizpuru                  | Juan Cruz Ganzaraín             | Hortensio Vidaurreta              |
| 1953 | Hortensio Vidaurreta            | Óscar Elguezabal                | Jesús Galdeano                    |
| 1954 | Hortensio Vidaurreta            | Cosme Barrutia Iturriagoitia    | Antón Barrutia                    |
| 1955 | José Pérez Francés              | Emilio Cruz Díaz                | Miguel Urquizar                   |
| 1956 | José Michelena Arsuaga          | Hortensio Vidaurreta            | Miguel Vidaurreta                 |
| 1957 | José Michelena Arsuaga          | Hortensio Vidaurreta            | Fausto Iza                        |
| 1958 | Facundo Zabaleta Ranesco        | José Luis Talamillo             | Hortensio Vidaurreta              |
| 1959 | José Luis Talamillo             | Emilio Cruz Díaz                | Jesús Galdeano                    |
| 1960 | Luis Goya                       | Jesús Galdeano                  | Alfred Esmatges Yuste             |
| 1961 | Roberto Morales                 | Julio San Emeterio Abascal      | José Segú                         |
| 1962 | Sebastián Elorza Uría           | Luis Otaño                      | Emilio Cruz Díaz                  |
| 1963 | Antón Barrutia                  | José Antonio Momeñe             | Fernando Manzaneque               |
| 1964 | José Pérez Francés              | Luis Otaño                      | Ramón Mendiburu                   |
| 1965 | Roberto Morales                 | Carlos Echevarría               | José María Errandonea             |
| 1966 | Antonio Gómez del Moral         | Ginés García Perán              | Aurelio González Puente           |
| 1967 | Javier Otaola                   | Juan Silloniz Achabal           | José Luis Uribezubia Velar        |
| 1968 | Gregorio San Miguel             | Vicente López Carril            | Juan Silloniz Achabal             |
| 1969 | Miguel María Lasa               | José Manuel López Rodríguez     | José Antonio Momeñe               |
| 1970 | Francisco Gabica                | Gabriel Mascaró                 | Francisco Galdós                  |
| 1971 | Txomin Perurena                 | Vicente López Carril            | José Manuel López Rodríguez       |
| 1972 | Txomin Perurena                 | Agustín Tamames                 | Juan Zurano                       |
| 1973 | Santiago Lazcano                | Francisco Galdós                | Vicente López Carril              |
| 1974 | José Pesarrodona                | Miguel María Lasa               | Antonio Menéndez                  |
| 1975 | Pierre-Raymond Villemiane       | Luis Alberto Ordiales           | Félix Pérez                       |
| 1976 | Txomin Perurena                 | Vicente López Carril            | Miguel María Lasa                 |
| 1977 | Vicente López Carril            | José Enrique Cima               | Manuel Esparza                    |
| 1978 | Miguel María Lasa               | Antonio Menéndez                | Andrés Oliva                      |
| 1979 | Faustino Rupérez                | Vicente Belda                   | Pedro Vilardebo                   |
| 1980 | Ismael Lejarreta                | José Luis Mayoz                 | Jordi Fortià Martí                |
| 1981 | Marino Lejarreta                | Johan De Muynck                 | Bernardo Alfonsel                 |
| 1982 | Faustino Rupérez                | Modesto Urrutibeazcoa           | Alfio Vandi                       |
| 1983 | José Recio                      | Julián Gorospe                  | Federico Echave                   |
| 1984 | Pedro Muñoz                     | Enrique Aja                     | Antonio Coll                      |
| 1985 | Iñaki Gastón                    | Jokin Mújika                    | Pedro Muñoz                       |
| 1986 | Peter Hilse                     | Vicente Belda                   | Guillermo Arenas                  |
| 1987 | Claude Séguy                    | Stephen Hodge                   | Arsenio González                  |
| 1988 | Marino Lejarreta                | Jon Unzaga                      | Jokin Mújika                      |
| 1989 | Marino Lejarreta                | Federico Echave                 | Jokin Mújika                      |
| 1990 | Miguel Ángel Martínez Torres    | Marino Lejarreta                | Federico Echave                   |
| 1991 | Neil Stephens                   | Serge Baguet                    | Mikel Zarrabeitia                 |
| 1992 | Abraham Olano                   | Antonio Martín Velasco          | Harry Lodge                       |
| 1993 | Neil Stephens                   | Noël Szostek                    | Bo André Namtvedt                 |
| 1994 | Neil Stephens                   | Frank Vandenbroucke             | José María Jiménez                |
| 1995 | Neil Stephens                   | Stefano Della Santa             | Frank Vandenbroucke               |
| 1996 | Aitor Garmendia                 | Arsenio González                | Prudencio Indurain                |
| 1997 | Laurent Lefèvre                 | Frédéric Bessy                  | Francisco Mancebo                 |
| 1998 | Frank Vandenbroucke             | Gianluca Bortolami              | Mirko Celestino                   |
| 1999 | Laurent Jalabert                | Andreï Tchmil                   | Pascal Hervé                      |
| 2000 | Javier Otxoa Palacios           | Patrice Halgand                 | David Etxebarria                  |
| 2001 | David Clinger                   | Rafael Díaz Justo               | Alexandre Shefer                  |
| 2002 | Mikel Zarrabeitia               | Wladimir Alexandrowitsch Karpez | Óscar Pereiro                     |
| 2003 | Alejandro Valverde              | Antonio Colom                   | Gorka Gerrikagoitia               |
| 2004 | David Herrero                   | Gustavo Domínguez               | David Latasa                      |
| 2005 | Carlos García Quesada           | Daniel Moreno                   | Adolfo García Quesada             |
| 2006 | Félix Cárdenas                  | Alberto Rodríguez Oliver        | David Latasa                      |
| 2007 | Joaquim Rodríguez               | Julián Sánchez                  | José Alberto Benítez              |
| 2008 | Wladimir Alexandrowitsch Karpez | Bruno Pires                     | Sergio Pardilla                   |
| 2009 | Jaume Rovira                    | Joaquim Rodríguez               | Pablo Urtasun                     |
| 2010 | Gorka Izagirre                  | Manuel Ortega Ocaña             | Pablo Lastras                     |
| 2011 | Julien Simon                    | Daniel Moreno                   | Pablo Lastras                     |
| 2012 | Gorka Izagirre                  | Esteban Chaves                  | Miguel Ángel Rubiano              |
| 2013 | Daniel Teklehaimanot            | Ángel Madrazo                   | David Arroyo                      |
| 2014 | Gorka Izagirre                  | Luis León Sánchez               | José Herrada                      |
| 2015 | Ángel Madrazo                   | Ion Izagirre                    | Amets Txurruka                    |
| 2016 | Simon Yates                     | Ángel Madrazo                   | Alexander Wdowin                  |
| 2017 | Sergei Schilow                  | Benjamín Prades                 | Dmitri Strachow                   |
| 2018 | Robert Power                    | Simon Yates                     | Krists Neilands                   |
| 2019 | Rafael Valls                    | Jesús del Pino                  | Juan Antonio López-Cózar          |
| 2020 | Simon Carr                      | Kyle Murphy                     | Winner Anacona                    |
| 2021 | Luis León Sánchez               | Juan Ayuso                      | Roger Adrià                       |
| 2022 | Simon Yates                     | Dion Smith                      | Xavier Cañellas                   |
| 2023 | Marc Hirschi                    | Ben Healy                       | Juan Ayuso                        |
| 2024 | Jan Christen                    | Vincenzo Albanese               | Pau Miquel                        |
| 2025 | Igor Arrieta                    | Isaac Del Toro                  | António Morgado                   |